# Vicenza
Vicenza  je glavni grad istoimene talijanske pokrajine u regiji Veneto, sjeverno od podnožja planine Monte Berico,  oko 60 km zapadno od Venecije i 200 km istočno od Milana. U siječnju 2007. godine, Vicenza je imala broj stanovnika od 119,038. Prema količini robe za izvoz, Vicenza je treći talijanski grad.
Župe (frazione) Vicenze su: Anconetta, Bertesina, Bertesinella, Bugano, Campedello, Casale, Debba, Longara, Maddalene, Ospedaletto, Polegge, San Pietro Intrigogna, Santa Croce Bigolina, Tormeno. 

## Povijest
Vicenzu je osnovalo italsko pleme Euganejci nakon kojih su došli Paelo-Veneti od 3. do 2. st. pr. Kr., kada su je osvojili Gali. Rimljani je osvajaju 157. pr. Kr. i daju mu ime Vicetia ili Vincentia, u značenju "pobjedonosna". Stanovnici Vicentije su postali rimski građani 49. pr. Kr., a grad je postao prometno čvorište na putu od Mediolanuma (Milano) do Akvileje kod Tergeste (Trst), no ipak ne tako važno poput susjednog Pataviuma (Padova). Od rimskog razdoblja sačuvani su samo mostovi preko rijeka Bacchiglione i Retrone, i nekoliko lukova rimskog akvadukta ispred gradskog portala Santa Croce. 
Tijekom pada Zapadnog Rimskog Carstva, Vicenzu su poharali Heruli, Vandali, Alarik s Vizigotima, te osobito Huni, da bi se grad oporavio nakon posljednjeg pohoda Ostrogota 489. godine. Vicenza je potom postala važan grad u Lombardiji, te u Franačkoj. Brojni benediktinski samostani su izgrađeni u okolici početkom 6. stoljeća. 
Godine 899., Vicenzu su uništili mađarski konjanici.
Vicenza je u 12. st. postala jedna od gradova-republika u sjevernoj Italiji, te je sudjelovala u obje lombardske lige. Fridrik II., car Svetog Rimskog Carstva, ju je poharao 1236. god. Od tada u njoj tiranski vladaju obitelji Romano, te neko vrijeme da Della Scala, dokk 1404. god., zajedno s pokrajinom Vicentino, nije potpala u mletačku pokrajinu Veneto. Maksimilijan I., car Svetog Rimskog Carstva ju je okupirao na 8 godina (1509. – 1516.), ali se nakon mira u Noyonu vratio u Veneciju.
Osvojili su je Francuzi 1796. god. i nakon pet godina neizvjesnosti, te četiri godine austrijske dominacije, ušla je u sastav Kraljevine Italije 1805. god., gdje je postala glavni grad pokrajine Bacchiglione. God. 1815., bila je uključena u Kraljevstvo Lombardije-Venecije, koja je tijekom trećeg rata za nezavisnost Italije 1866. god. pripala Italiji.
Područje Vicenze je bilo mjesto glavnih borbi u Prvom svjetskom ratu (na visoravni Asiago) i Drugom svjetskom ratu (žarište talijanskog otpora), i to je bio najoštećeniji grad od savezničkog bombardiranja pokrajini Veneto. Stradali su i mnogi njegovi spomenici, a civilnih žrtava je bilo preko 2.000. U 1960im cijeli središnji dio Veneta doživljava snažan gospodarski razvoj uzrokovan pojavom malih i srednjih obiteljskih tvrtki, u širokom rasponu proizvodnje, tzv. "Miracolo del Nordest".

## Znamenitosti

### Palladijeve građevine u Vicenzi
U Vicenzi se nalaze 23 građevine Palladija, od kojih su najslavnije:
| Slika | Ime                            | Ulica                     | Godina        | Koordinate                                              | Bilješke |
| ----- | ------------------------------ | ------------------------- | ------------- | ------------------------------------------------------- | --- |
|       | Villa Almerico Capra           | malo izvan središta grada | 1591.         | 45°31′53″N 11°33′36″E / 45.5315°N 11.5600°E             | Vila Rotonda je bila prva, od mnogih koje su uslijedile, ladanjska kuća s kupolom. Osobito za vrijeme paladijanizma u arhitekturi 18. stoljeća u Engleskoj i Americi. |
|       | Basilica Palladiana            | Piazza dei Signori        | 1549.         | 45°32′49″N 11°32′47″E / 45.54694°N 11.54639°E           | |
|       | Teatro Olimpico                | Piazza Matteotti          | 1580. – 1585. | 45°33′00″N 11°32′57″E / 45.55000°N 11.54917°E           | Izvorno urađeno za Accademia Olimpica a od 1580. godine do Palladijeve smrti. Drvenu scenu dovršio je njegov učenik Vincenzo Scamozzi                                 |
|       | Palazzo Chiericati             | Piazza dell'Isola         | 1550. – 1680. | 45°32′57″N 11°32′57″E / 45.54917°N 11.54917°E           | Danas gradska pinakoteka, većinom slikara iz Vicenze |
|       | Palazzo Barbaran da Porto      |                           | 1569. – 1575. |                                                         | u njoj se nalazi Museo Palladio |
|       | Palazzo del Capitaniato        | Piazza dei Signori        | 1565. – 1572. | 45°32′50″N 11°32′45″E / 45.54722°N 11.54583°E           | Sjedište gradskog vijeća |
|       | Palazzo Porto                  | Contra Porti              | 1544.         | 45°32′56″N 11°32′43″E / 45.549024°N 11.545204°E         | |
|       | Palazzo Porto na trgu Castello | Piazza Castello           | 1571.         | 45°32′44.44″N 11°32′28.94″E / 45.5456778°N 11.5413722°E | |
|       | Palazzo Thiene Bonin Longare   | Pianta Angelica           | 1571.         |                                                         | Dovršio Vincenzo Scamozzi |
|       | Palazzo Thiene                 | Corso Palladio            | 1542. – 1546. |                                                         | Sjedište banke i izložbeni prostor |
|       | Villa Gazzotti Grimani         | župa (frazione) Bertesina | 1550.         | 45°33′33″N 11°36′02″E / 45.55917°N 11.60056°E           | |

### Ostale znamenitosti
- Katedrala Uznesenja sv. Marije (Santa Maria Annunciata) iz ranog u 11. stoljeća obnavljana je više puta (u 13., 16., 19. st. i nakon uništenja tijekom Drugog svjetskog rata) posjeduje brojne slike i skulpture, gotovo sve od umjetnika iz Vicenze (Cittadello, Celestia, Liberija, Ruschi).
- Crkva Araceli (1244.), arhitekta G. Guarinija, nekad je pripadala klarisama, a posjeduje kipove Orazio Marinalija i Cassettija, te slike Tiepola.
- Crkva Karmina (1372.) i Sv. Katarine (1292.), bivsi posjed Humilijatija, posjeduje značajne slike.
- Santa Corona (1260) podigli su dominikanci nakon smrti Ezzelina da Romana, a nalazi se na slici Bartolomeo Montagna (Magdelena) i Bellinija (Krštenje Kristovo), u njoj se nalazi i Palladijeva kapelica Valmarana.

Santa Croce (1179)
- ostale znamenite crkve su: SS. Felice i Fortunato (8. st.), SS. Filippo i Giacomo (12. st.), Franjevačka crkva sv. Lovre (S. Lorenzo, 1280.),
- Sat kula Torre Bissara (1224. – 1446.) s 82 m je jedna od najviših građevina u Vicenzi.
- Biblioteca Civica Bertoliana je gradska knjižnica koju je osnovao grof Giovanni M. Bertolo 1708. god.
- Casa Pigafetta (1440.), kuća Antonija Pigafetta.
- Pinacotheca Civica je galerija vicenzinskih slikara u Paladijevoj Palazzo Chiericati.

## Privreda
Okolica Vicenze je većinom poljoprivredno zemljište, no tu se također vadi mramor, sumpor, bakar, ali i srebro i kaolin. Poznati su termalni izvori, od kojih je najpoznatiji Recoaro. U industriji se ističu zlatarstvo i tekstilna industrija, te proizvodnja glazbenih instrumenata i obrada vune i svile. Tri puta godišnje u Vicenzi se održava izložba zlata, u siječnju, svibnju i rujnu. Tu se nalazi sjedište tvornice dijelova za bicikle - Campagnolo, i tvornice zaštitne sportske odjeće - Dainese.

## Šport
Vicenza je grad nogometnog kluba Vicenza Calcio, pobjednik talijanskog kupa u sezoni 1996./97., koji trenutačno nastupa u trećoj ligi. Njihov gradski stadion se zove Romeo Menti koji prima 17.000 gledatelja.

## Slavni stanovnici
| - Sonia Gandhi, političarka - Amy Adams, glumica - Roberto Baggio, nogometaš - Giuseppina M. Bakhita, svetica - Maria Bertilla Boscardin, svetica - Miki Biasion, vozač relija | - Gelindo Bordin, atletičar - Luigi Da Porto, književnik - Almerico da Schio, astronom - Federico Faggin, izumitelj - Antonio Fogazzaro, književnik - Andrea Palladio, arhitekt | - Goffredo Parise, književnik - Orlando Pizzolato, atletičar - Paolo Rossi, nogometaš - Vincenzo Scamozzi, arhitekt - Gian Giorgio Trissino, humanistički pjesnik (1478. – 1553.) - Giacomo Zanella, svećenik i književnik |

## Prijateljski gradovi
- - Annecy, Francuska, od 1995.
- - Burgos, Castile i León, Španjolska
- - Pforzheim, Njemačka, od 1991.

## Vanjske poveznice
- Mapa Vicenze  Arhivirana inačica izvorne stranice od 13. travnja 2009. (Wayback Machine)
- Službene stranice grada (tal.)